# Ctenus unilineatus
Ctenus unilineatus är en spindelart som beskrevs av Simon 1897. Ctenus unilineatus ingår i släktet Ctenus och familjen Ctenidae. Inga underarter finns listade i Catalogue of Life.